# Obersee (Königssee)
Ne doit pas être confondu avec Obersee.
L’Obersee (« lac supérieur ») est un lac naturel dans les Alpes de Berchtesgaden dans le district de Haute-Bavière, en Allemagne.